# كاري ألين مكراي
كاري ألين مكراي (بالإنجليزية: Carrie Allen McCray)‏ (4 أكتوبر 1913، لينشبرغ في الولايات المتحدة - 25 يوليو 2008، كولومبيا في الولايات المتحدة)؛ كاتِبة وشاعرة أمريكية.